# Berdsk
Berdsk (rusko Бердск) je mesto v Rusiji, v Novosibirski oblasti, satelit Novosibirska. Leži južno od Novosibirska ob bregu Novosibirskega vodnega zbiralnika. Je drugo največje mesto v oblasti. 1. januarja 2008 je imelo 94.603 prebivalcev.
Mesto so ustanovili leta 1716 ob reki Berd, desnem pritoku Oba, kot trdnjava Berdski ostrog. Status mesta je dobilo leta 1944.